# Метод фокальних об'єктів
Метод фокальних об'єктів — один з методів інженерного творення.
Метод фокальних об'єктів створив у 1923 р. професор Берлінського університету Еміль Кунце, в 50-х рр. його удосконалив Чарльз Вайтинг у США. Метод відзначається простотою і значними, практично необмеженими можливостями пошуку нових точок зору щодо вирішуваної проблеми. У методі використовуються асоціативний пошук і евристичні властивості випадковості.

## Метод
Відповідно до методу, об'єкт, який удосконалюють за допомогою цього методу, називають фокальним, оскільки його ставлять у центр уваги (фокус). Суть його ґрунтується на перенесенні ознак випадково вибраних об'єктів на фокальний об'єкт, унаслідок чого отримують незвичні поєднання, котрі дають змогу подолати психологічну інерцію.
Послідовність застосування методу фокальних об'єктів така:
- вибір фокального об'єкта;
- вибір 3…4 випадкових допоміжних об'єктів, абсолютно не пов'язаних з нашим головним фокальним (вибирають, як правило, навмання зі словника, каталогу, технічного журналу тощо);
- складання списків характерних ознак (властивостей) випадкових об'єктів (не менше трьох характеристик, але чим більше — тим краще); — генерування ідей шляхом приєднання до фокального об'єкта ознак випадкових об'єктів;
- розвиток сполучень шляхом вільних асоціацій (вибір кращих варіантів для подальшого опрацювання, знаходження до них певних асоціацій);
- оцінка отриманих ідей і відбір корисних рішень на предмет реалізації ідеї.
Якщо в результаті ми отримали варіант, який нас повністю влаштовує — значить, метод фокальних об'єктів спрацював і можна приступати до реалізації ідеї. Якщо ідеї немає — можна спробувати ще раз, заново пройшовши всі кроки вже з іншими об'єктами.
Не обов'язково, щоб усі обрані об'єкти якимось чином підходили до об'єкта, що вдосконалюється, але, використовуючи цей метод, можна вибрати велику кількість найрізноманітніших варіантів. Слід відзначити, що цей метод більше годиться для тих випадків, коли треба модернізувати, удосконалити вже існуючий об'єкт або подати нову ідею, певний напрям у розвитку технічної думки. Цей метод не дає стовідсоткового розв'язку певної конструкторської або винахідницької задачі.